# Conus vexillum
Conus vexillum е вид охлюв от семейство Conidae. Възникнал е преди около 0,13 млн. години по времето на периода кватернер. Видът не е застрашен от изчезване.

## Разпространение и местообитание
Разпространен е в Австралия (Западна Австралия, Куинсланд и Северна територия), Американска Самоа, Бангладеш, Бахрейн, Бруней, Вануату, Виетнам, Гуам, Джибути, Египет (Синайски полуостров), Йемен, Източен Тимор, Индия, Индонезия, Иран, Камбоджа, Катар, Кения, Кирибати, Китай (Гуандун, Гуанси, Джъдзян, Дзянсу, Фудзиен и Хайнан), Кокосови острови, Кувейт, Мавриций, Мадагаскар, Майот, Малайзия, Малдиви, Малки далечни острови на САЩ, Маршалови острови, Мианмар, Микронезия, Мозамбик, Науру, Ниуе, Нова Каледония, Обединени арабски емирства, Оман, Остров Норфолк, Остров Рождество, Острови Кук, Пакистан, Палау, Папуа Нова Гвинея, Провинции в КНР, Реюнион, Самоа, Саудитска Арабия, САЩ (Хавайски острови), Северни Мариански острови, Сейшели, Сингапур, Соломонови острови, Сомалия, Судан, Тайван, Тайланд, Танзания, Токелау, Тонга, Тувалу, Уолис и Футуна, Фиджи, Филипини, Френска Полинезия, Шри Ланка, Южна Африка (Квазулу-Натал) и Япония.
Обитава пясъчните дъна на океани, морета, лагуни и рифове. Среща се на дълбочина от 3 до 35 m, при температура на водата около 28,5 °C и соленост 34,4 ‰.